# グラハム・ポール
グラハム・ポール（Graham Poll、1963年7月29日 - ）は、イングランド出身の元サッカー審判員。現在は新聞にコラムを寄稿している他、テレビのサッカー中継においてコメンテーターを務めている。

## 概要
1980年に審判員の資格を取得。1996年にFIFAのライセンスを取得、2007年まで国際審判員として活動していた。2011年、国際サッカー歴史統計連盟が選出する過去25年のベストレフェリーのランキングにおいて17位に選出された。

## 担当した主な国際大会

### 2002 FIFAワールドカップ
2002 FIFAワールドカップでは1試合を担当した。
- グループG: イタリア代表 vs クロアチア代表

### 2006 FIFAワールドカップ
2006 FIFAワールドカップでは3試合を担当した。
- グループF: クロアチア代表 vs オーストラリア代表
- グループG: トーゴ代表 vs 韓国代表
- グループH: サウジアラビア代表 vs ウクライナ代表